# Bassus difficilis
Bassus difficilis är en stekelart som beskrevs av Muesebeck 1927. Bassus difficilis ingår i släktet Bassus och familjen bracksteklar. Inga underarter finns listade.